# Claudia de Heredia Romo
Claudia de Heredia Romo (Ciudad de México, 28 de agosto de 1982) , mexicana, fundadora de Kichink, que fuera la primera plataforma de comercio electrónico en México para pequeñas empresas que facilita el proceso de venta y distribución de productos en la República Mexicana.

## Biografía
Estudió la licenciatura en Mercadotecnia en el Tecnológico de Monterrey Campus Santa Fe (2006) y trabajó en empresas como Nube 9 Tecnología México (2009 a 2012) y Procter & Gamble México (2006 a 2009) donde trabajó en estrategia de redes sociales. Además es cofundadora, junto con sus socios de Kichink. 
En 2012 fundó, junto con Jennifer Marquard y Claudio del Conde, Kichink. Entre sus motivaciones estuvieron la relativa confiabilidad del servicio postal en México y la potencial desconfianza de un cliente al navegar un sitio para hacer pagos.
En 2015, Google celebró una edición especial de su Demo Day, en el que se incluían solamente startups fundadas o cofundadas por mujeres. El evento recibió 450 solicitudes de participación, de las cuales solamente 11 fueron seleccionadas para presentarse al evento. Claudia de Heredia representó a Kichink como cofundadora durante el evento en Silicon Valley, al final del cual Kichink recibió el premio Game Changer por Emprendimiento Innovador.
Posteriormente, como cofundadora y directora de comercialización de Kichink, fue parte del programa Young Leaders of the Americas (YLAI por sus siglas en inglés) en el 2016, donde siete emprendedores de América Latina se reunieron durante dos semanas con empresas de tecnología e incubadoras y aceleradoras de negocios en Seattle, Washington en Estados Unidos. 
De Heredia fue también conferencista en el panel The Impact of Technology on Services Delivery: Policy Changes en 2016 durante el Foro de Cooperación Económica Asia-Pacífico realizado en Arequipa, Perú.
En 2017, Claudia de Heredia participó en el panel Innovating and Scaling Across Markets durante eMERGE Americas con sede en la ciudad de Miami, Florida en los Estados Unidos. Desde 2018 forma parte de la lista de conferencistas de INC Monterrey, el festival de emprendimiento que desde 2013 reúne a emprendedores, inversionistas y organismos clave del ecosistema emprendedor en la ciudad de Monterrey, en México.